# Museo Canadiense de la Historia
El Museo Canadiense de la Historia (en francés: Musée canadien de l'histoire, en inglés: Canadian Museum of History) es el museo nacional de historia humana de Canadá. Hasta noviembre de 2012 se le denominaba Museo Canadiense de la Civilización, cuando se cambió su nombre por el actual, de cara a las celebraciones de los 150 años de conformación de la confederación canadiense. Es el más popular y más visitado de todos los museos de Canadá. Se encuentra en Gatineau (Quebec), en la orilla norte del río Ottawa, justo enfrente de los edificios de la Colina del Parlamento, que se erigió en Ottawa (Ontario). Su principal objetivo es recoger, estudiar, conservar y presentar los objetos materiales que reflejan la historia humana de Canadá y la diversidad cultural de su población. 

## Galería

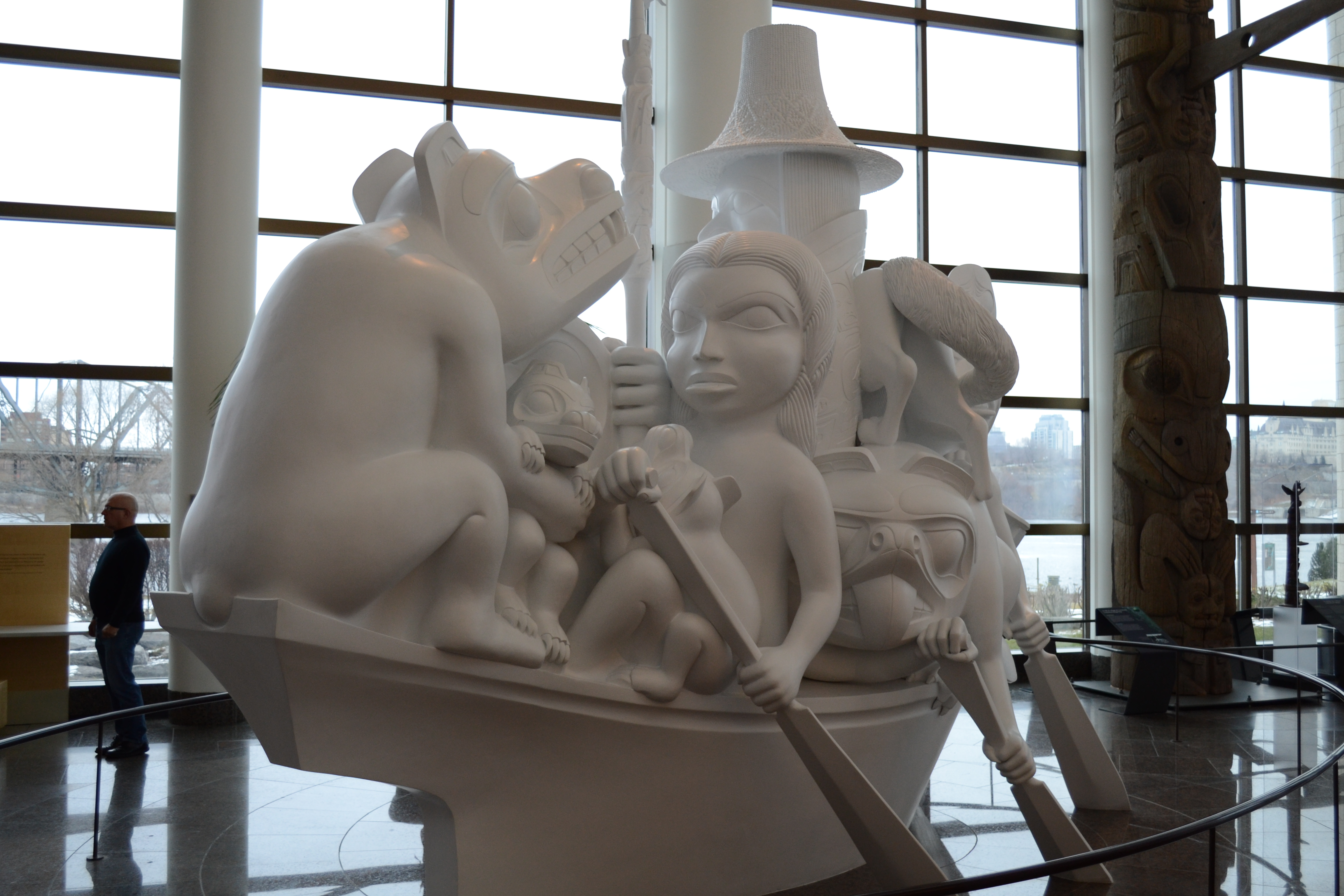
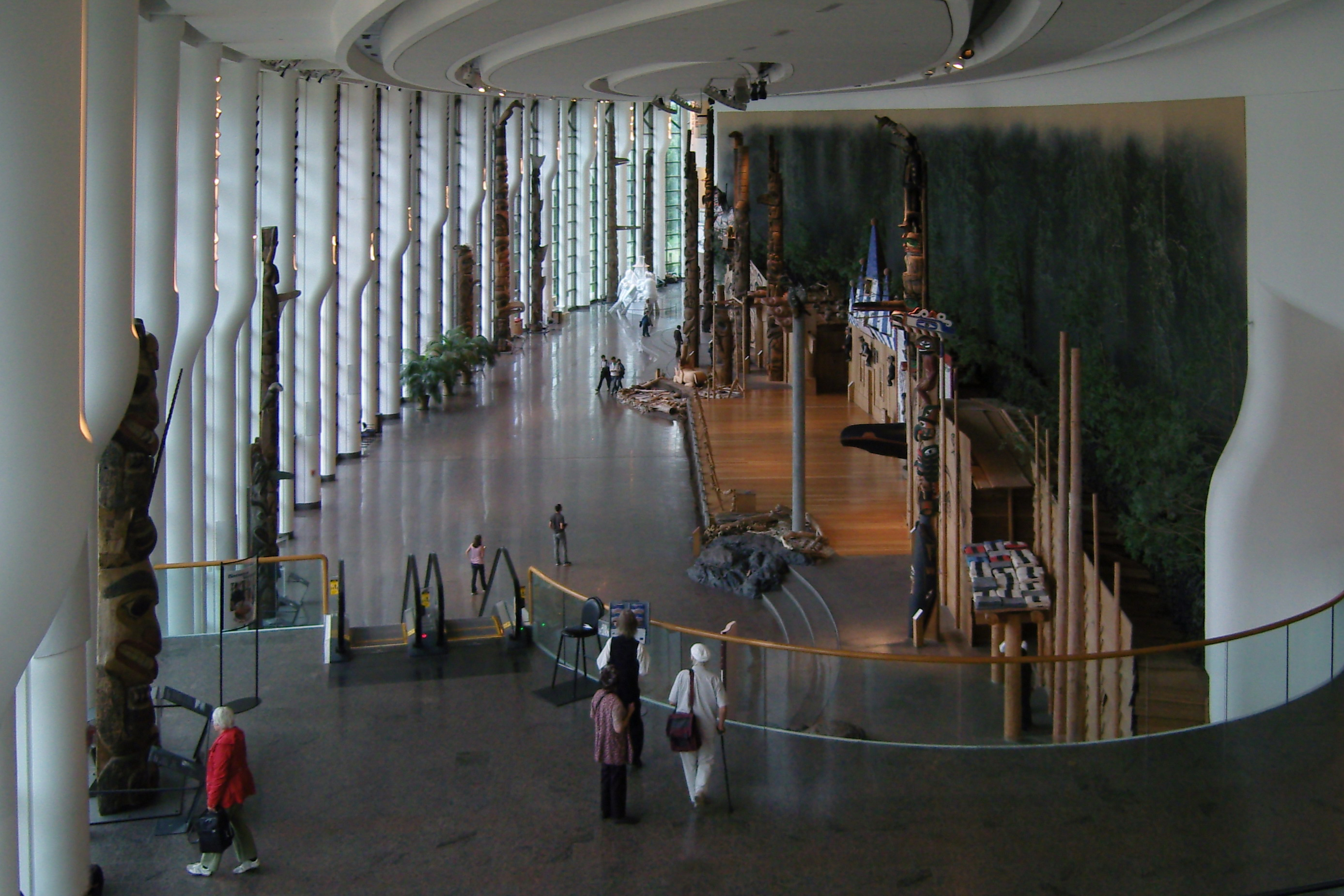
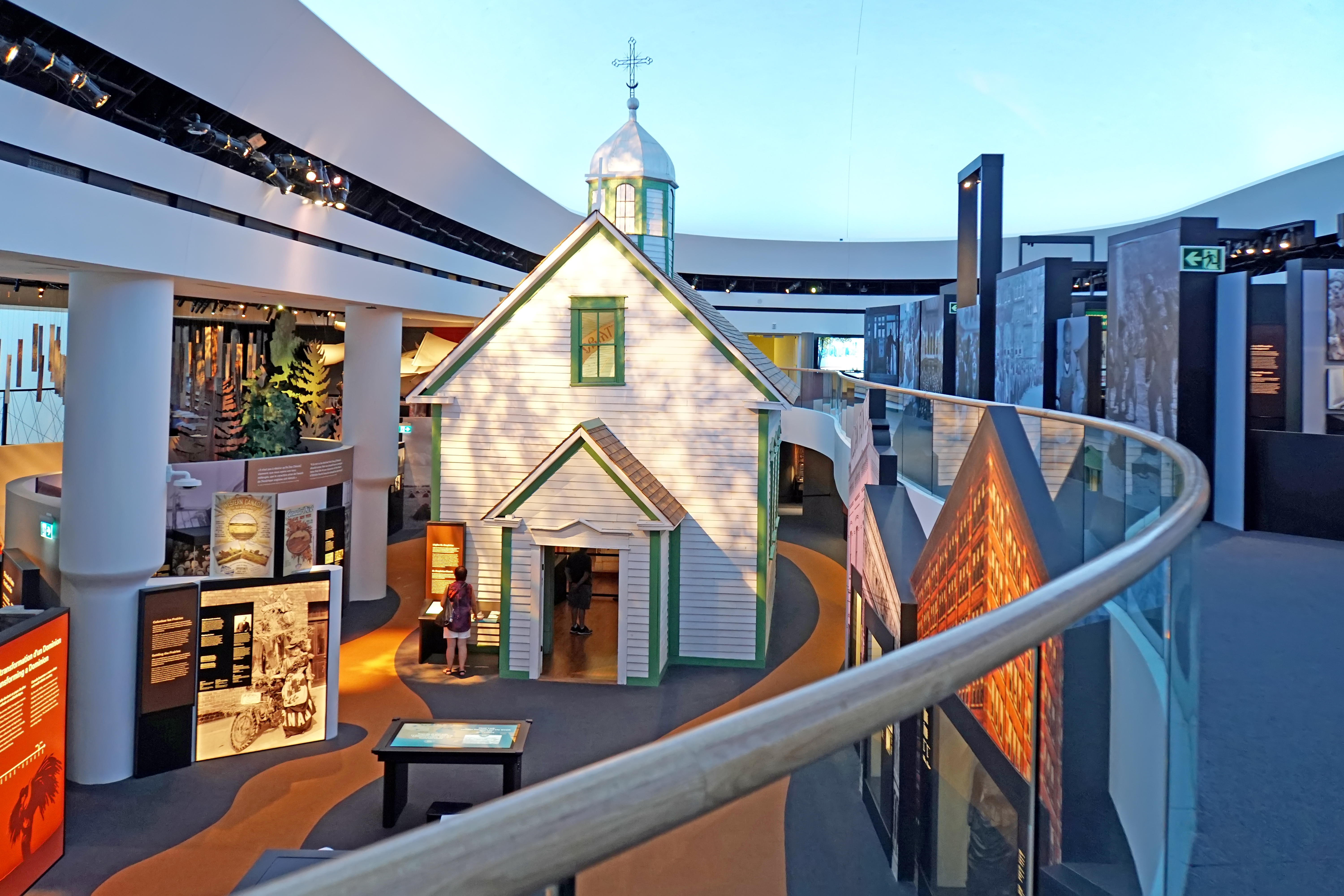
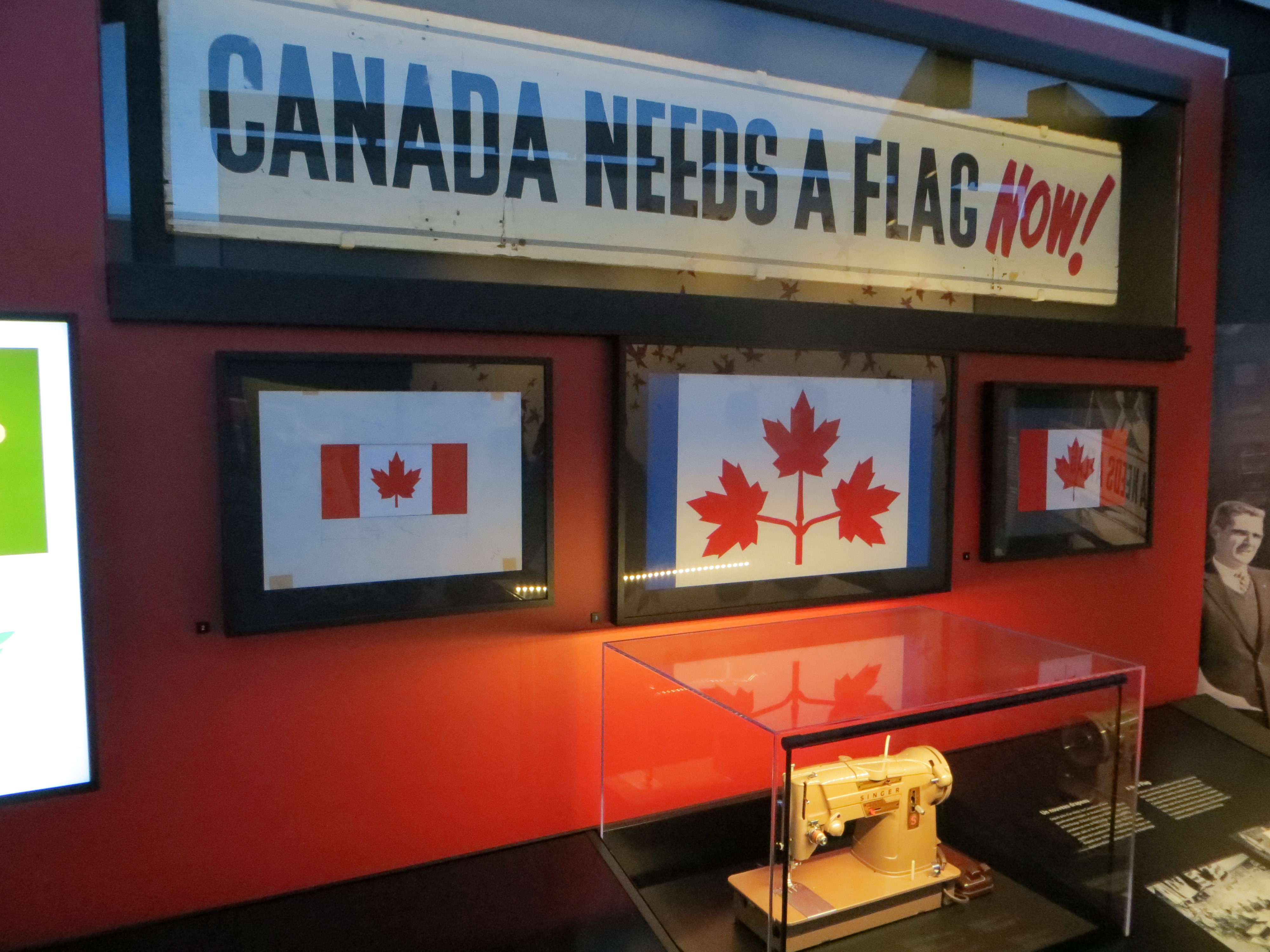

## Particularidades
El Museo Canadiense de la Historia es reconocido entre sus visitantes por sus salas de exposición permanente, que abarcan 20.000 años de historia humana del Canadá, así como por la arquitectura del edificio y la ubicación notable a orillas del río Ottawa. El museo presenta un programa de exposiciones especiales en constante cambio, que desarrollan temas canadienses o abarcan otras culturas y civilizaciones, pasadas y presentes. Sin embargo, el Museo Canadiense de la Historia es también un gran centro de investigación. El equipo de profesionales que en él trabajan son especialistas en historia, arqueología, etnología y cultura popular de Canadá.
Con un origen que se remonta a 1856, el museo es una de las más antiguas instituciones culturales en América del Norte. En el mismo edificio también se encuentra el Museo de niños canadienses, el Museo Postal de Canadá (que se cerró en noviembre de 2012) y un teatro IMAX, donde se proyectan películas en 3D.
El Museo Canadiense de la Historia es administrado por la Corporación del Museo Canadiense de la Historia, una corporación federal que administra además el Museo de Guerra de Canadá y el Museo Virtual de Nueva Francia. Está acreditado por la Asociación Americana de Museos (AAM) y es miembro de la Asociación de Museos de Canadá.